# Marjorie Brierley
Marjorie Flowers Brierley (Londra, 24 marzo 1893 – Londra, 21 aprile 1984) è stato un psicologa britannica.
Fu una pioniera della psicoanalisi nel Regno Unito e contribuì al dibattito del 1942 in seno alla British Psychoanalytical Society, che informò la storia successiva di quest'associazione.

## Biografia
Nativa di Lewisham, nel 1921 si laureò con lode in psicologia all'University College London e nel 1928 conseguì la qualifica di medico.  Nel '22 sposò il micologo William Broadhurst Brierley.
Nel 1927 divenne membro della Società Psicoanalitica Britannica e intraprese un doppio percorso di formazione e analisi della durata di quattro anni. Nel 1930 fu nominata membro effettivo e, tre anni più tardi, analista esperta in formazione e supervisione. Nel 1944 si ritirò dalla vita associativa.
Fra le sue varie pubblicazioni date alle stampe fra il 1932 e il 1947, sono degne di nota quelle sul genere femminile, sulle fasi iniziali dello sviluppo e sulla natura dell'affetto. La sua proposta di un "armistizio temporaneo" per gli accesi dibattiti in seno all'associazione, a cavallo tra le due guerre mondiali, aprì la strada alla loro definitiva risoluzione.

## Opere selezionate
- Specific Determinants in Feminine Development, The International Journal of Psychoanalysis XVII (1936)
- Affects in Theory and Practice XVIII (1937)
- A Prefatory Note on Internalized Objects and Depression XX (1939)
- Trends in Psycho-Analysis (1951)